# Micrura pacifica
Micrura pacifica är en djurart som tillhör fylumet slemmaskar, och som beskrevs av Friedrich 1970. Micrura pacifica ingår i släktet Micrura och familjen Lineidae. Inga underarter finns listade i Catalogue of Life.